# C19H14
化学式C19H14（摩尔质量：242.31 g/mol）可以指：
- 1-甲基䓛，CAS号：3351-28-8
- 5-甲基䓛，CAS号：3697-24-3
- 9-苯基芴，CAS号：789-24-2

|  | 这个同类索引页列出了具有相同分子式的化学物（即同分異構體）条目。 除非您是有意链接至本页，否则应将相应条目的内部链接指向正确的条目。 |